# 小豆島オリーブバス
小豆島オリーブバス株式会社（しょうどしまオリーブバス）は、香川県小豆郡土庄町に本社を置くバス事業者。公益社団法人日本バス協会（一般社団法人四国バス協会）傘下の香川県バス協会会員。乗合バス専業事業者であり、貸切バス事業は行っていない。、小豆島内で一般路線バスを運行するほか、小豆郡小豆島町のコミュニティバス「小豆島町営バス」を運行受託する。

## 概要

### 設立の経緯

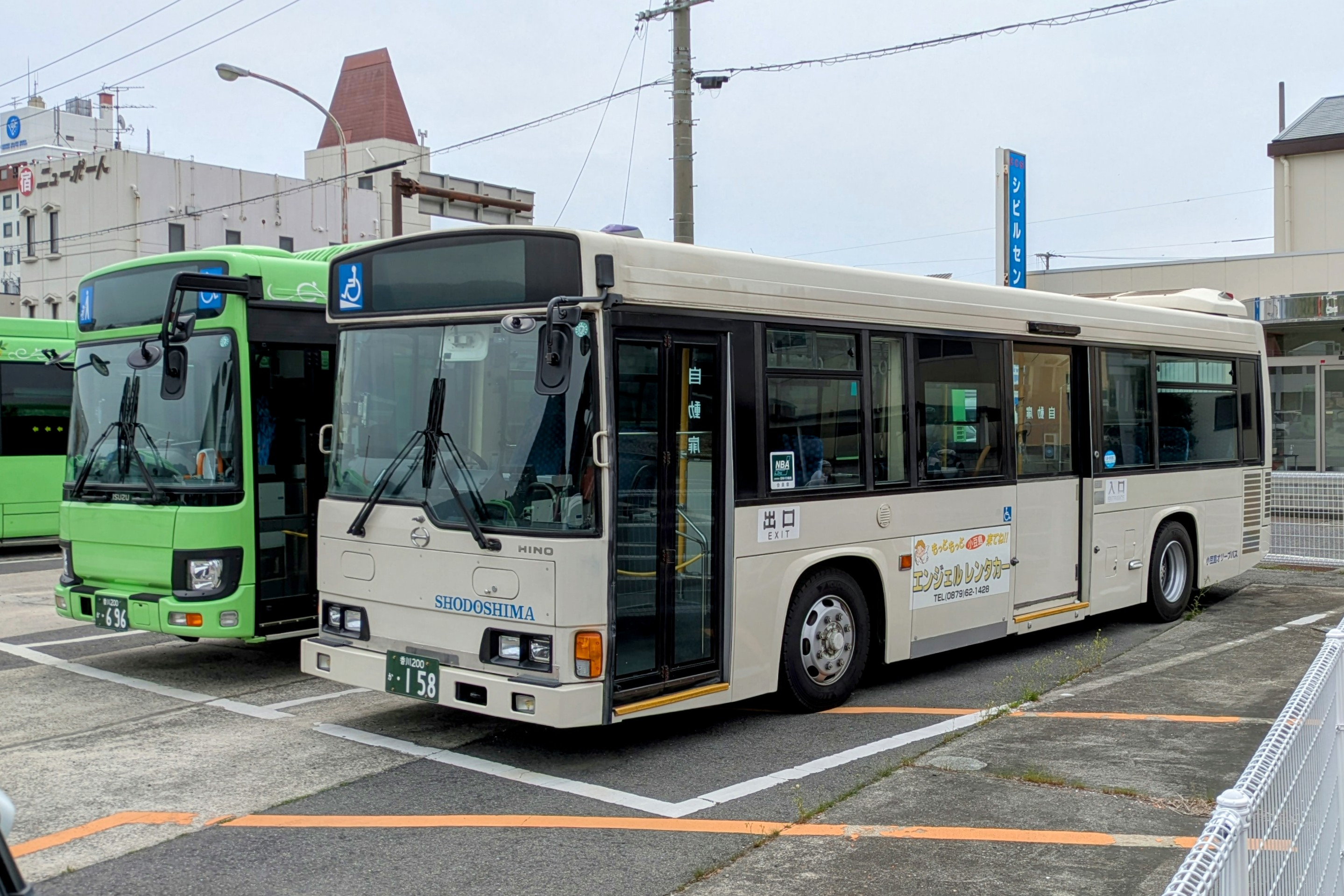
小豆島バスからの移籍車両

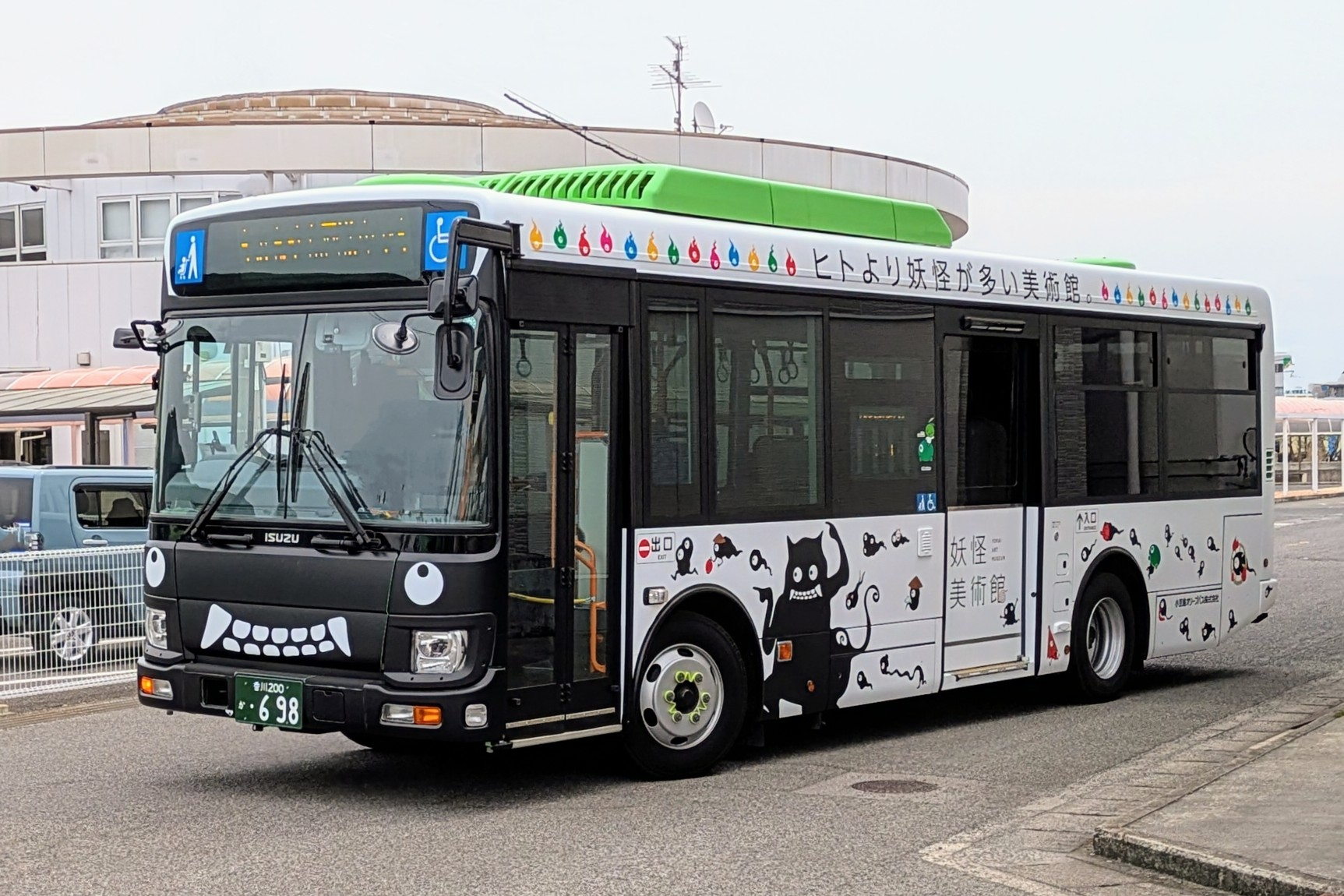
ラッピング車両の一例

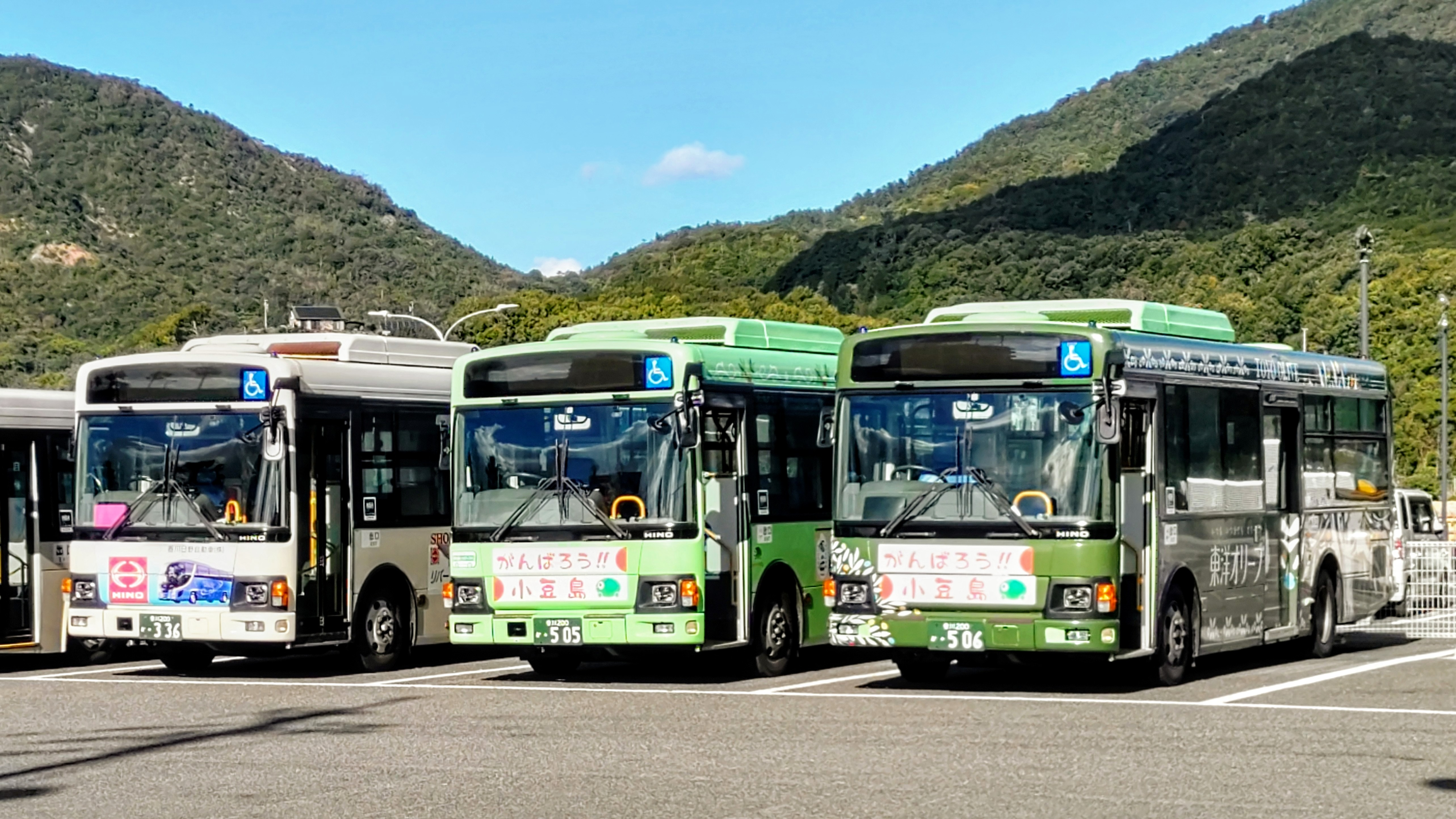
全３台が在籍するKR234（土庄営業所にて）

小豆島内のバス交通を長年担ってきた小豆島バスが経営悪化により、2009年（平成21年）6月に乗合バス事業から撤退の意向を表明したことを受け、同年11月に地元出資のバス会社として小豆島オリーブバスを設立。土庄町および小豆島町も出資して発足した
翌2010年（平成22年）3月、小豆島バスから一般路線バス全9路線のうち、7路線（坂手線・田ノ浦線・南廻り福田線・北廻り福田線・中山線・四海線・西浦線）の運行業務移管を受け、営業運行を開始した。残り2路線（スカイライン寒霞渓線と神懸線）は、いわゆる生活路線ではないとの理由により引き継がれず廃止。神懸線は乗合タクシーに変更したが、後に町議会で「小豆島を代表する観光地に、定期運行する公共交通機関が無いのは如何なものか」との議題が挙がり、数年後にバス路線として復活している。
貸切事業については、小豆郡土庄町に本社を置き、小豆島内で主にタクシーを運行する小豆島交通株式会社に、一部の車両とともに引き継がれた。

### 運行エリア
小豆島唯一の国道である国道436号線や主要県道などを経由し、島内のアクセスを担う。路線は6路線、運行系統は16系統ある。（町営バスに移管された路線もあり、運行路線の項目を参照）
路線により「フリーバス区間」が設定されており、区間内ではバス停留所以外の場所でも乗降可能である。乗車時は手を挙げて合図し、降車時は運転手に口頭で降車場所を申告する。その場合の運賃は、乗車は1つ手前の停留所、降車は1つ先の停留所と同額扱いとなる。また「フリーバス区間」内で比較的乗降が多い箇所には「標準乗降地点」と書かれた停留所標識がある。これは正規のバス停留所とは異なるが、バスの定時性維持のため、乗客がなるべく集まって乗車する目安の箇所であることを示す停留所標識であり、目安となる時刻表も設置されている。
瀬戸内国際芸術祭（第1回・2010年7月 - 10月）の開催期間限定で運行される「瀬戸内国際芸術祭線」は、小豆島オリーブバス発足後に開設された路線である。
小豆島中央病院の2016年4月開院に合わせ、2016年3月20日に路線を再編し、更に2017年4月には小豆島中央高校の開校による運行系統延伸、また乗継ぎ拠点となる土庄町中心部のオリーブタウン前（2018年9月1日に「東洋紡績渕崎工場跡」停留所から改称）にバス専用の道路が新設された。

## 沿革
- 2009年（平成21年）
  - 6月 - 小豆島バスが経営悪化により、乗合バス事業から撤退の意向を表明[6][7]。
  - 11月 - 小豆島オリーブバス株式会社を設立[2]。
- 2010年（平成22年）4月1日 - 小豆島バスから一般路線バス事業を移譲し、運行を開始。
- 2011年（平成23年）1月11日 - 交通系ICカード「IruCa」を導入[14]。
- 2012年（平成24年）- 小豆島バスがバス事業から全面撤退[15]。
- 2016年（平成28年）3月20日 - 運行系統の大幅な改編および、大人片道運賃を上限300円に設定した大幅値下げとなる運賃改定も実施。
- 2021年 (令和3年) 10月1日 - 「IruCa」以外に交通系ICカード全国相互利用サービス対応カードが利用可能となる[16]。

## 運賃・乗車券類
2025年4月1日現在
| 区数 | 大人運賃 | 小児運賃 |
| ---- | -------- | -------- |
| ①区  | 200円    | 100円    |
| ②区  | 300円    | 150円    |
| ③区  | 400円    | 200円    |
| ④区  | 500円    | 250円    |

最高4区とした対キロ区間制、整理券方式。

### 乗車券
運賃支払いには、現金・回数乗車券・定期乗車券・フリー乗車券・交通系ICカード（IruCaおよび2021年10月1日より交通系ICカード全国相互利用サービスに対応）が利用可能である。片道乗車券や往復乗車券の発売は無い。

#### 交通系ICカード
- IruCaについて、以前、小豆島オリーブバスではオリジナルデザインの「オリーブIruCa」が枚数限定で発売されていた。現在は高松琴平電鉄（ことでん）発売分と同じデザインの「フリーIruCa」を小豆島オリーブバスでも発売している。発売額は1枚2000円。（デポジット500円、チャージ額1500円） 土庄営業所窓口（土庄港フェリーターミナル）の他、バス車内でも購入可能だが、乗務員の持ち合わせ枚数に限りがある為、売り切れて買えない場合もある。
- IruCaでバス運賃を支払う場合に限り、大人・小児を問わず片道運賃が13％引きとなる。（10円以下の端数は切り捨て計算）他のICカードで支払う場合は割引無し。
- バス運賃の支払いだけでなく、四国フェリーグループのフェリーおよび高速艇の一般旅客用乗船券購入（一部航路のみ）、島内やJR高松駅周辺にあるセブンイレブンでの支払い、小豆島中央病院の診療費支払い等にも使用できる。割引は無し。

#### 回数券
- 昔ながらの紙式回数券で、「セット回数券」と称して1冊の発売額は3000円。3400円分の券片（50円券片12枚・100円券片12枚・200円券片8枚）が付き、運賃額分の券片を組み合わせて使用する。バス車内や土庄営業所で発売されている。回数券は、このセット回数券のみ。
- バス車内発売分は、乗務員の持ち合わせ冊数に限りがある為、売り切れて買えない場合もある。
- 回数券は、小豆島オリーブバスの他、町営バス三都西線と四海線でも使用できる。現金と併用して使用の他、定期券の乗越し区間に対する運賃の充当にも使用できる。金券式ではあるが、IruCa等のICカードと組み合わせて（例えば、差額をICカードで支払う、またICカードの残額不足分に回数券を充てる等）の使用はできない。

#### 定期券
- 通勤定期券と通学定期券、大人・小児ともそれぞれ1ヶ月券と3ヶ月券がある。3ヶ月券の運賃は、1か月券運賃の3倍から5％を割引いた金額。（10円未満の端数切り上げ）土庄営業所でのみ発売。
- 通学定期券については、乗車区間とその乗車できる方向も決まった「片道通学定期券」も発売されている。発売額は通学定期券運賃の半額（10円未満の端数切り上げ）。例えば、登校時はバス、下校時は定期的に親族が自家用車で迎えに来る場合等に最適で、無駄が無い。

#### フリー乗車券
- 全路線の乗り降りが１日（始発から最終まで）自由となるフリー乗車券も発売されている。紙式とモバイル版があり、紙式は当日発売のみ。

2025年4月1日の普通運賃改定により、フリー乗車券も運賃改定され、大人1600円・小児800円。なお、瀬戸内芸術祭開催期間中は大人2000円・小児1000円の特別価格となり、これも同改定日からの設定。町営バス三都西線と四海線も使用可能。
- 紙式の乗車券は、土庄営業所の他、土庄港観光センター、坂手港ターミナルさかてらす、小豆島フェリー福田港発券窓口、国際両備フェリー池田港および新岡山港発券窓口、ジャンボフェリーの船内売店、島内にある一部の宿泊施設などで発売している。また、バス車内でも発売しているが、乗務員の持ち合わせ枚数に限りがある為、売り切れて買えない場合がある。

## 路線

### 現行路線
小豆島オリーブバスでは、各路線に路線記号と行先番号が付与されている。以下では左側に坂手・福田方面または東廻り、右側に土庄港方面または西廻りの行先番号を記す。

#### 南廻り福田線
路線記号はF。
- 3/20: 土庄港 - オリーブタウン前 - 小豆島中央高校前 - 池田内科クリニック（池田港前） - 小豆島中央病院 - オリーブ公園口 - 草壁港 - 安田 - 橘（たちばな） - 福田港

島西側の土庄港と小豆島町の中心地となる池田港、草壁港など、島の南側・国道436号線を通り、島北東部の福田港を結ぶ路線。一部の便が池田港ターミナル前を経由する。

#### 坂手線
路線記号はS。
- 1/20: 土庄港 - オリーブタウン前 - 小豆島中央高校前 - 池田内科クリニック（池田港前） - 小豆島中央病院 - オリーブ公園口 - 草壁港 - 安田 - 坂手港 - 坂手東

小豆島オリーブバスの主力路線。土庄港と安田の間は南廻り福田線と、八幡橋前と坂手東の間は田ノ浦線とそれぞれ同じルートで、当該区間内の運行便数は各路線を合わせ1時間に1から2便の運行となる。一部の便は池田港ターミナル前・坂手港ターミナル前のどちらか、もしくは両方を経由する。坂手港はジャンボフェリー（神戸・高松港方面）のりば最寄り。

#### 北廻り福田線
路線記号はD。
- 12/4： 小豆島中央病院 - 池田港 - 国際ホテル（エンジェルロード前）- 土庄港 - 西本町 - オリーブタウン前 - 土庄中学校前 - 小豆島大観音前 - 大坂城残石記念公園 - 大部 - 小部（こべ） - 吉田 - 福田港

南廻り福田線に対して、島の北側・県道26号線を通る。
2016年から2024年まで「北廻り福田(1)線」と「北廻り福田(2)線」に分かれていた。「北廻り福田(1)線」は、小豆島中央病院 - オリーブタウン前 - 大部 - 福田港を結んでいた。
2016年の改編で「北廻り福田(2)線」となった土庄港発着系統は、始発便の土庄港→福田港ゆきと最終便の福田港→土庄港ゆきのみの運行となり、他の便は全て前述の「北廻り福田(1)線」となったため、土庄港から大部方面、またその逆もオリーブタウン前で乗換えとなる。
2022年2月1日より、「北廻り福田(2)線」を5往復に増便し、福田港…八幡橋前 - オリーブタウン前 - 八幡橋前 - 国際ホテル（エンジェルロード前） - 西本町 - 土庄港に経路変更。また、福田港ゆきの行先番号を10番に変更（土庄港ゆきの路線番号は変更無し）。特筆として、平井クリニック前 - 西本町は新規に通る区間となる。「北廻り福田(1)線」を5往復に減便し、結果的に合計便数は変更無し。
2023年3月16日より、「北廻り福田(2)線」の福田港ゆきの行先番号を12番に変更。
2024年4月1日より、「北廻り福田(1)線」と「北廻り福田(2)線」を統合し、小豆島中央病院から土庄港を経由して福田港を結ぶ路線となり、5往復に減便された。また当改正により、2022年2月1日からの新規運行区間となった平井クリニック前 - 西本町は通らなくなった。
土庄港 - 福田港の所要時間は、南廻り福田線より約10分ほど早い。

#### 田ノ浦映画村線
路線記号はT。
- 2/21: 土庄港 - 鹿島中 - 国際ホテル（エンジェルロード前） - 池田内科クリニック（池田港前） - 小豆島中央病院  - オリーブ公園口 - 草壁港 - 安田 - 坂手港 - 坂手東 - 田ノ浦 - 映画村

二十四の瞳映画村へのアクセス路線である。一部の便を除いて坂手東まで行って折り返すので、坂手東 - 古江は往路・復路と2回通る。
元は土庄港 - 坂手東まで坂手線と同じ経路であったが、2016年の改編で土庄港 - 八幡橋前の経路を国際ホテル・エンジェルロード前経由に変更した。土庄港方面行きの一部は坂手港ターミナル前、池田港ターミナル前を経由する。
2024年4月1日の改編で、サンオリーブ停留所を廃止。また、1往復が土庄本町経由に変更された。

#### 西浦線
路線記号はU。
- 6/5: 土庄港 - オリーブタウン前 - 国際ホテル（エンジェルロード前） - 鹿島中 - 小瀬 - 畝木（うねぎ） - 土庄港

元の運行区間は土庄港 - 鹿島中 - 小瀬であったが、2016年の改編より小瀬 - 畝木 - 土庄港間を延伸し、循環する路線となった。
オリーブタウン先行の「東廻り」と畝木先行の「西廻り」の2系統を運行。

#### 中山線
路線記号はN。
- 7/8: 土庄港 - オリーブタウン前 - 土庄中学校前 - 北山 - 肥土山（ひとやま） - 奥中山 - 上地 - 小豆島中央病院 - 池田内科クリニック（池田港前） - 井上誠耕園らしく園前 - 小豆島中央高校前 - 双子浦 - オリーブタウン前 - 土庄港

小豆島バス時代から、元は大鐸線（おおぬでせん）と称し、運行区間は土庄港 - 奥中山であったが、2016年の改編で池田農免口（現：井上誠耕園らしく園前）まで延伸されるとともに中山線に改称された。
2017年4月1日の改正で、更に小豆島中央高校前まで延伸された。
2024年4月1日の改正で、土庄港まで戻る循環路線となり、土庄中学校前先行の「東廻り」と双子浦先行の「西廻り」の2系統を運行。

#### 寒霞渓急行線
路線記号はK。
- 10/11: 池田港ターミナル前 - 小豆島ふるさと村 - オリーブ公園口 - 草壁港 - 神懸通 - 内海ダム前 - 紅雲亭（こううんてい）

この路線は運行期間が決まっており、概ね3月中旬から5月中旬、8月上旬から9月上旬、10月上旬から12月上旬の毎日と5月中旬から7月下旬、9月上旬から10月上旬の土日祝に運行される。これら以外のいわゆる冬季期間は運休。
前述のとおり、小豆島バスから引き継ぐ際、当路線とスカイライン寒霞渓線は生活路線ではないとの理由で引き継がれなかったため、代替として小豆島町が草壁港と寒霞渓間に乗合タクシーを運行。後に「小豆島随一の観光地へ公共交通機関が定期的に運行されていないのは如何なものか」と町議会での意見があり、紅葉のシーズンに入る時期でもあったため、2010年10月23日から運行再開。
2023年3月からは神懸線から寒霞渓急行線へ路線名が変更となり、草壁港から池田港ターミナル前まで延伸された。なお、草壁港 - 池田港ターミナル前間は、オリーブ公園口と小豆島ふるさと村のみ停車。オリーブ公園口 - 小豆島ふるさと村は、定期便としては新規に通る区間。
2025年4月より、運行期間が11月21日から11月30日までの10日のみとなる。3月20日から11月20日までは、小豆島町営の無料シャトルバスが草壁港〜紅雲亭間をノンストップで運行する。12月1日〜3月19日は全て運休。

#### 臨時運行路線

##### 瀬戸内国際芸術祭線
- 土庄港 - 鹿島海水浴場前 - 国際ホテル（エンジェルロード前） - 北山 - 肥土山農村歌舞伎前 - 中山 - 池田港ターミナル前 - 小豆島ふるさと村 - オリーブ公園口 - 草壁港 - 安田 - 天狗岩 - 福田港

2010年から3年毎に開催される瀬戸内国際芸術祭の期間中に合わせて運行している路線で、概ね4月から5月、7月から9月、10月から11月にかけて運行される。田ノ浦映画村線・中山線・南回り福田線のそれぞれ一部区間を合わせたような路線である。当路線のみ運行するルートが一部にある。
2022年度の運行は、草壁港にある「かんかけタクシー」に委託され、運行区間も田ノ浦映画村前 - 坂手港ターミナル前 - 安田 - 草壁港 - オリーブ公園口 - 小豆島ふるさと村 - 池田港ターミナル前に短縮された。なお、運賃は小豆島オリーブバスの運賃体系に合わせられ、運賃の支払いには現金の他に小豆島オリーブバスの回数券および1日・2日フリー乗車券が使用可能。ICカードは使用不可。
2025年度の運行は、池田港ターミナル前を拠点とし、土庄・中山方面を「小豆島交通」、草壁・田ノ浦方面を「かんかけタクシー」に委託している。土庄方面の運行区間は土庄港 - 国際ホテル(ｴﾝｼﾞｪﾙﾛｰﾄﾞ前) - 土庄本町 - 常磐橋 - 春日神社前 - 池田内科クリニック - 池田港ターミナル前。草壁・田ノ浦方面の運行区間は変更なし。

### 小豆島町営バス

#### 現行路線
三都西線
路線記号はS。
- 32/31: 池田港ターミナル前 - 小豆島中央高校前 - 池田港ターミナル前 - 小豆島中央病院 - 小豆島ふるさと村 - 蒲野（かまの） - 吉ヶ浦 - 神浦西（こうのうらにし）

三都半島の西側を通る路線。小豆島バス時代は「三都（みと）線」と称し、土庄港 - 池田港 - 神浦西を運行していた。後に小豆島町営バスの路線となり、現在に至る。
2017年4月1日の改正で、小豆島中央高校前まで延伸。

#### 廃止路線
三都東線
- 34/33: 池田港ターミナル前 - 小豆島中央高校前 - 小豆島中央病院 - 竹生（たこう） - 小蒲野（おがまの）

三都半島の東側を通る路線。小豆島バス時代は「二生（にぶ）線」と称し、廃止直前は神浦西→小蒲野→竹生→池田港→土庄港ゆきのみ、かつ朝1便のみ運行していた。
後に小豆島町営バスの受託運行路線となり、2016年の改編時にそれまでの「小豆島町営福祉バス」に代わり新設された。
2017年4月1日の改正で小豆島中央高校前まで延伸。
2018年5月末をもって廃止。利用者登録型かつ事前予約制の町営乗合タクシーに移行した。利用者登録は小豆島町民に限られ、他地域の者は利用不可である。

### 土庄町営バス

#### 現行路線
四海線
路線記号はA。
- 9/20: 土庄港 - オリーブタウン前 - 伊喜末（いぎすえ） - 長浜 - 目島 - 馬越浜（うまごえはま）

2025年4月1日付で、土庄町町営バスに移行された。

## 車両
前身の小豆島バスでは、路線車は古くから日野自動車製で統一しており、その流れで小豆島オリーブバスでも日野車を導入してきたが、2022年に発覚した日野自動車エンジン不正問題の影響で、2023年に初のいすゞ自動車製（ジェイ・バス製）が導入された。
小豆島バスから継承した車両は、アイボリー1色を塗装した車体に赤色もしくは青色で「SHODOSHIMA」の文字が入る。小豆島オリーブバス設立後に導入した車両は、塗色をオリーブをイメージしたライトグリーン1色に変更し、車体にはオリーブのイラストが描かれる。
社内で管理する車両番号は、登録番号（香川ナンバー）をそのまま使用する。希望ナンバーでの申請はしていない。
運賃箱・ICカードリーダー・運賃表示器（2分割LCD画面）・整理券発行器（サーマル印字式・バーコード無し）は、全てレシップ製を使用している。行先表示器は、2023年式まではアンバー色、2024年式以降は白色のLED式。
2025年4月20日現在の一般路線用車両（車種.車番.年式）は以下のとおり。合計21台在籍している。全て中型ノンステップバスである。 
この他、土庄町から委託されているスクールバス用車両（前後扉ツーステップ路線車タイプが１台と貸切車タイプが数台）もあるが、本項では記述しない。
日野・レインボーHR
| 車番 | 年式（年） |
| ---- | ---------- |
| 158  | 2003       |
| 266  | 2005       |

- ２台とも小豆島バスからの譲受車。
- 座席配列は２台とも同仕様。
- 扉窓に「自動扉」の文字が入っている。
- 非常口の位置が、158は中ほど、266は後寄り。

日野・レインボー（KR234系）
| 車番    | 年式（年） |
| ------- | ---------- |
| 336     | 2008       |
| 505 506 | 2012       |

- 336は小豆島バス時代最後に導入された車両。
- 505、506は小豆島オリーブバス設立後に初めて導入された車両。
- 全車とも座席配列は同仕様。

日野・レインボー（KR290系）
| 車番    | 年式（年） |
| ------- | ---------- |
| 662 663 | 2019       |
| 683     | 2021       |
| 690     | 2022       |

- 座席配列は、662、663、683は同仕様の近郊型。690はラッシュ型（中扉から後2列目まで左右とも1人掛け）。
- 683は初のドライバー異常時対応システム搭載車。以降導入の車両には全て搭載。

いすゞ・エルガミオ（LR290系）
| 車番            | 年式（年） |
| --------------- | ---------- |
| 695 696 697 698 | 2023       |
| 702 703 705 706 | 2024       |
| 715 716 717 718 | 2025       |

- 座席配列は全車とも、最前列は前扉後ろに1席、運転席後部は座席無し。準ラッシュ型（中扉から後1列目だけ左右とも1人掛け。通常のラッシュ型は2列目まで左右とも1人掛け）。
- 車両右側（非公式側）中程の窓が1枚ガラスの固定窓へ変更。
- 2024年式以降は、行先表示が白色LEDに。また運転席すぐ後に広告用のLCD表示機を設置。